# Zentralschule für Kampfgruppen

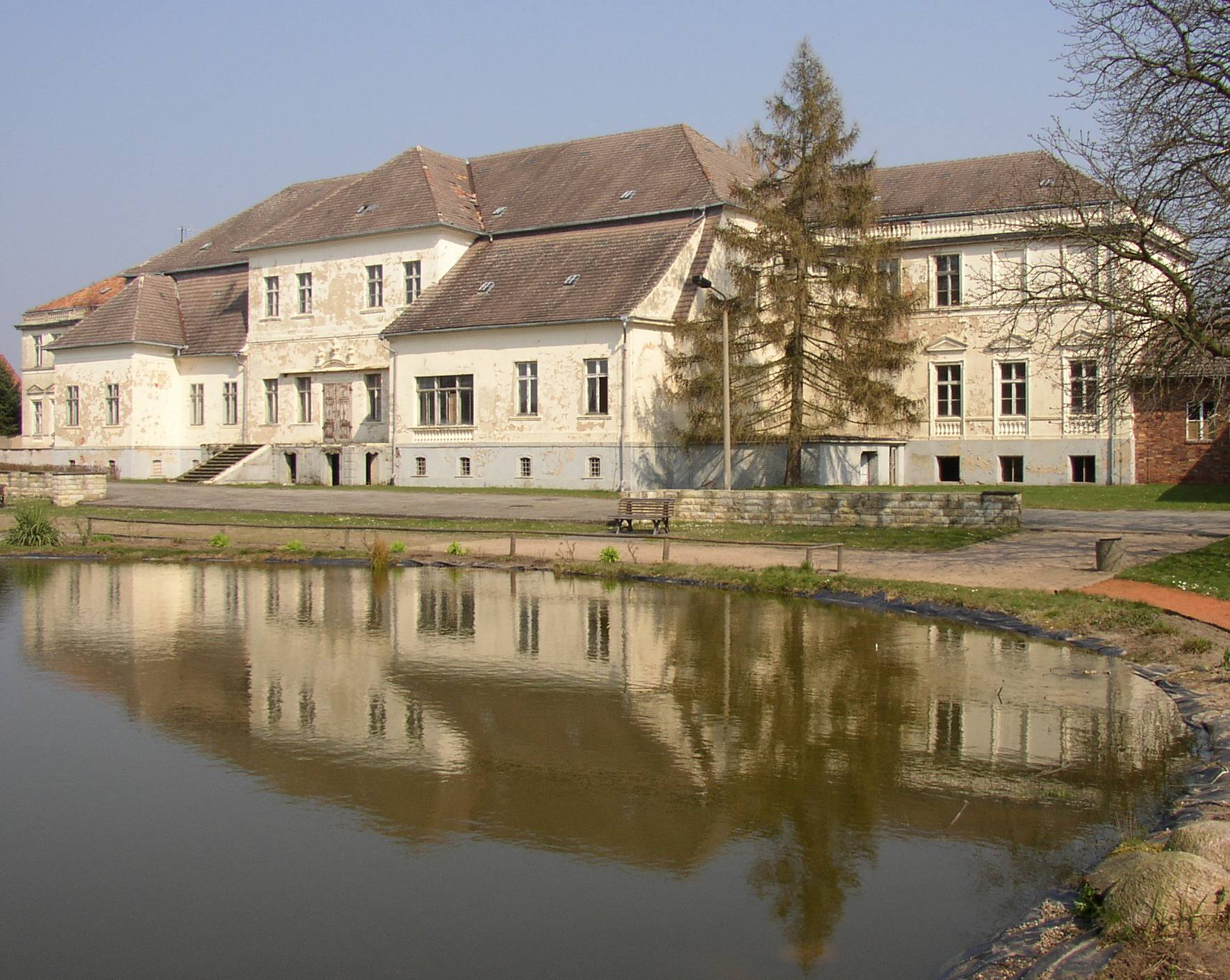
Hauptgebäude der ZSfK – Schloss Schmerwitz

Die Zentralschule für Kampfgruppen (ZSfK) in Schmerwitz diente der Ausbildung von Kommandeuren der Kampfgruppen der Arbeiterklasse der DDR. Mit Befehl des Ministers des Innern Karl Maron vom 10. Januar 1957 sollte die Einrichtung am 15. April 1957 in Betrieb genommen werden.

## Geschichte
Das Gutshaus Schmerwitz hatte sich zunächst im Besitz der Familie von Drabich-Wächter befunden, war aber am Ende des Zweiten Weltkriegs von der Roten Armee beschlagnahmt worden. Am 1. September 1945 übergab die Sowjetunion der KPD den Komplex für die Einrichtung einer Parteischule. Sie wurde ab dem 2. Mai 1946 als Landesparteischule Brandenburg der SED geführt. Im Januar 1946 wurde die Übergabe samt Vorwerk Arensnest und Gut Schmerwitz formalisiert. Am 5. Juli 1949 ging die Immobilie in  Volkseigentum über. Später änderte die Parteizentrale den Namen der Lehreinrichtung in Sonderschule des ZK der SED. Danach hieß die Einrichtung Zentralschule der Deutschen Volkspolizei (ZSDVP).
Nach der Formierung der Kampfgruppen 1953 wurden deren Kämpfer und Kommandeure durch Instrukteure der VP vor Ort in den Kreisen aus- und weitergebildet. Diese Instrukteure erhielten ihre Aus- und Weiterbildung in der Zentralschule der Deutschen Volkspolizei (ZSDVP) in Schmerwitz.
Mit der Direktive des ZK der SED vom 28. Februar 1955 wurde die Ausbildung der Kampfgruppenangehörigen im Rahmen der Landesverteidigung festgelegt. Das machte eine vorausgehende Ausbildung der Kommandeurskader notwendig. Dem entsprach der Befehl vom Januar 1957. Der erste Lehrgang sollte am 15. April 1957 beginnen. Die Wahl fiel auf das Gebäude der ehemaligen Sonderschule des ZK der SED in Schmerwitz bei Wiesenburg im Bezirk Potsdam. Der erste Lehrgang wurde dann mit Verspätung am 16. Mai 1957 tatsächlich begonnen. Das Personal der Schule bestand aus 53 VP-Angehörigen und 37 Zivilangestellten. Schulleiter wurde VP-Kommandeur Ziegler (Dienstgrad Oberstleutnant der VP). Bis dahin wurden die KG-Einheiten und deren Personal weiter von den VP-Instrukteuren ausgebildet.
Im Januar 1959 wurden Vorschläge zur Umbenennung der Schule, der Festlegung der Schulordnung und weiterer Organisationsfragen beim ZK eingereicht. Mit Befehl des Ministers des Innern vom 15. Oktober 1959 erfolgte die Umbenennung der ZSDVP in Zentralschule für Kampfgruppen (ZSfK) in Schmerwitz.
Die Hundertschaften waren in den ländlich geprägten Flächenbezirken wegen der weiten räumlichen Verteilung kaum ordentlich auszubilden. Durch die Direktive vom 22. November 1960 wurden deshalb die Hundertschaften aufgelöst und daraus mehrere selbstständige Züge gebildet. Infolgedessen wurde auch für den Personenkreis der Kommandeure und Stellvertreter der Züge eine Qualifizierung in Schmerwitz notwendig.
Eine Großübung im Rahmen der Landesverteidigung unter Teilnahme der Kampfgruppen offenbarte deren organisatorische und militärische Defizite. Daraufhin wurde mit einer Direktive vom Januar 1961 die Qualifizierung der Kommandeure, aber auch der ZSfK-Lehrer an der ZSfK festgelegt. Weiterhin waren die Instrukteure für die KG in den VP-Kreisämtern, die späteren VP-Kampfgruppen-Offiziere dort in Schmerwitz aus- und weiterzubilden.
Der Stellenplan der Schule stieg bis 1965 auf 225 Schulangestellte, und sie erhielt ein neues Statut.

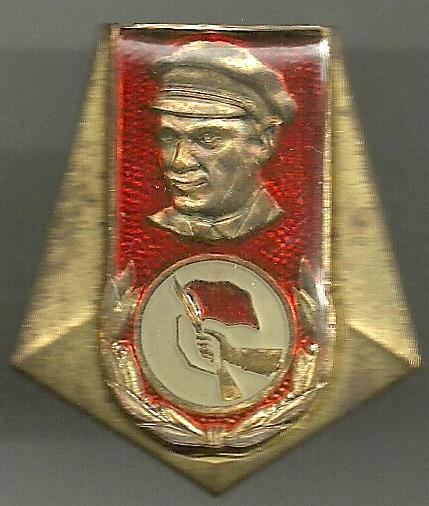
Absolventenabzeichen der ZSfK Schmerwitz

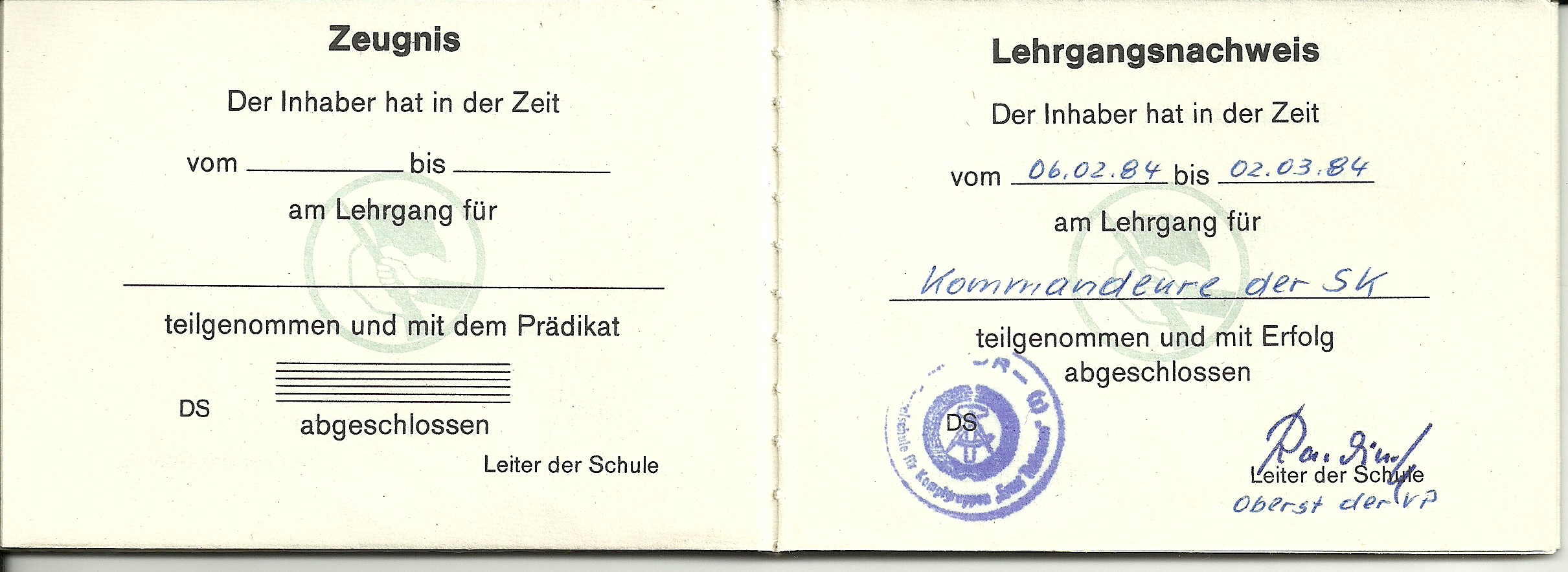
Zeugnis der ZSfK Schmerwitz

In der Zentralschule für Kampfgruppen wurden von der VP in Schmerwitz bis 1962 nur die Hundertschaftskommandeure der Kampfgruppen geschult, ab 1962 auch die Bataillonskommandeure.
Die Einführung der neuen Untergliederung in Kampf- und Sicherungskräfte 1966 machte neue Ausbildungsinhalte notwendig.
Zum zehnjährigen Bestehen am 12. Mai 1967 erhielt die ZSfK ein Ehrenbanner des ZK der SED und gleichzeitig den Ehrennamen Zentralschule für Kampfgruppen „Ernst Thälmann“. Im Frühjahr 1968 wurde die Struktur der Kampfgruppen im Rahmen der territorialen Landesverteidigung in Sicherungs- und Kampfeinheiten umformiert. In diesem Zusammenhang wurden auch die Ausbildungsaufgaben der Schule neu formuliert. Gleichzeitig erfolgte ein Führungswechsel an der ZSfK. Mit Befehl des MdI wurde im September 1969 Oberstleutnant der VP Ziel verabschiedet und Major der VP Raschinsky, der gerade die Militärakademie Friedrich Engels absolviert hatte, als neuer Schulleiter eingesetzt.
Im September 1971 erfolgte auf neue Weisung eine weitere Strukturänderung der Kampfgruppen, die schrittweise von 1972 bis 1974 umgesetzt wurde. Diese Änderungen betrafen die Gliederung der Einheiten, die Einführung der Mitgliederreserven und die Möglichkeit, Frauen in die Einheiten aufzunehmen, aber auch Bewaffnung und Ausrüstung wurden verändert. All das führte zu Veränderungen der Ausbildungsinhalte an der ZSfK. Zusätzlich gab es nun auch Freizeitangebote wie Kinofilmvorfürungen oder Konzerte; eine Kinderkulturgruppe, der auch Kinder aus dem Dorf angehörten, kam in den 1980er Jahren hinzu. Ab 1984 übernahm die ZSfK auch die Ausbildung von Kadern der Volksmilizen befreundeter Länder. Schulleiter Raschinsky wurde zum Oberst befördert, und einer seiner Stellvertreter wurde Oberstleutnant Grade, der ihm 1988 in der Führungsstelle folgte.

### Ausbildungsdauer
Die Ausbildungszeit für Kommandeure der Kampfgruppen betrug in den 1970er Jahren etwa 350 Unterrichtsstunden. Schwerpunkte waren Taktik, Spezialausbildung, Truppen- und Gefechtsausbildung, aber auch Militärpolitik und Parteiarbeit (Marxismus-Leninismus).
Der Grundlehrgang dauerte anfangs zwei, dann drei Monate, die Fortbildungslehrgänge vier Wochen. Das galt nicht nur für die Kampfgruppenkommandeure und deren Stellvertreter, sondern auch für die Kampfgruppen-Offiziere der VP-Kreisämter.

### Auflösung
Nach dem Beschluss des Ministerrates der DDR über die Auflösung der Kampfgruppen vom 14. Dezember 1989 stellte die Schule den Ausbildungsbetrieb ein. Mit Befehl des Ministers für Innere Angelegenheiten vom Februar 1990 wurde die endgültige Auflösung der ZSfK angewiesen, und sie wurde bis zum 30. Juni 1990 abgewickelt.
Das Bauensemble sollte als Zentralschule für den Brandschutz (Feuerwehren) genutzt werden, was aber nicht verwirklicht wurde. Seit 2005 befindet sich in der Anlage die Seniorenresidenz Schloss Schmerwitz.

### Schulleiter
- 1957–1969: Oberstleutnant der VP Erhard Ziegler
- 1969–1988: Oberst der VP Christian Raschinsky
- 1. Februar 1988–Juni 1990: Oberst der VP (bis Mai 1990), dann VP-Direktor Horst Grade[22]